# 부산광역시여성회관
부산광역시여성회관(釜山廣域市女性會館)은 저소득층 여성의 경제적 자립기반조성을 위한 기능교육과 여성의 잠재능력 개발에 관한 사무를 분장하는 부산광역시청의 사업소이다. 관장은 지방서기관으로 보한다.

## 설치 근거 및 소관 사무

### 설치 근거
- 「부산광역시 행정기구 설치 조례」 제28조제1항[2]

### 소관 사무
- 저소득층 여성의 자립기반조성을 위한 기능교육과 직업보도 및 알선에 관한 사항
- 여성상담·지도, 교양강좌 및 취미교실 운영에 관한 사항
- 예식장 운영과 각종 시설물 대여 및 여성복지증진을 위한 사업에 관한 사항
- 여성자원봉사 활동 및 수강생자녀 수탁보호에 관한 사항

## 연혁
- 1966년 9월 9일: 부산시여성회관 설치.[3]
- 1981년 4월 10일: 부산직할시여성회관으로 개편.[4]
- 1981년 6월: 현 청사로 이전.
- 1985년 2월: 여성무료 직업소개소 사업 승인.
- 1995년 1월 10일: 부산광역시여성회관으로 개편.[5]
- 1995년 7월: 무료직업소개소를 여성취업정보센터로 확대.
- 1998년 9월: 여성의 쉼터 개소.
- 2006년 4월: 결혼·이민자가족지원센터 개소.
- 2007년 8월: 여성창업지원센터 개소.

## 조직

### 관장
- 관리팀[6]
- 교육복지팀[7]